# Dutch Open 1969

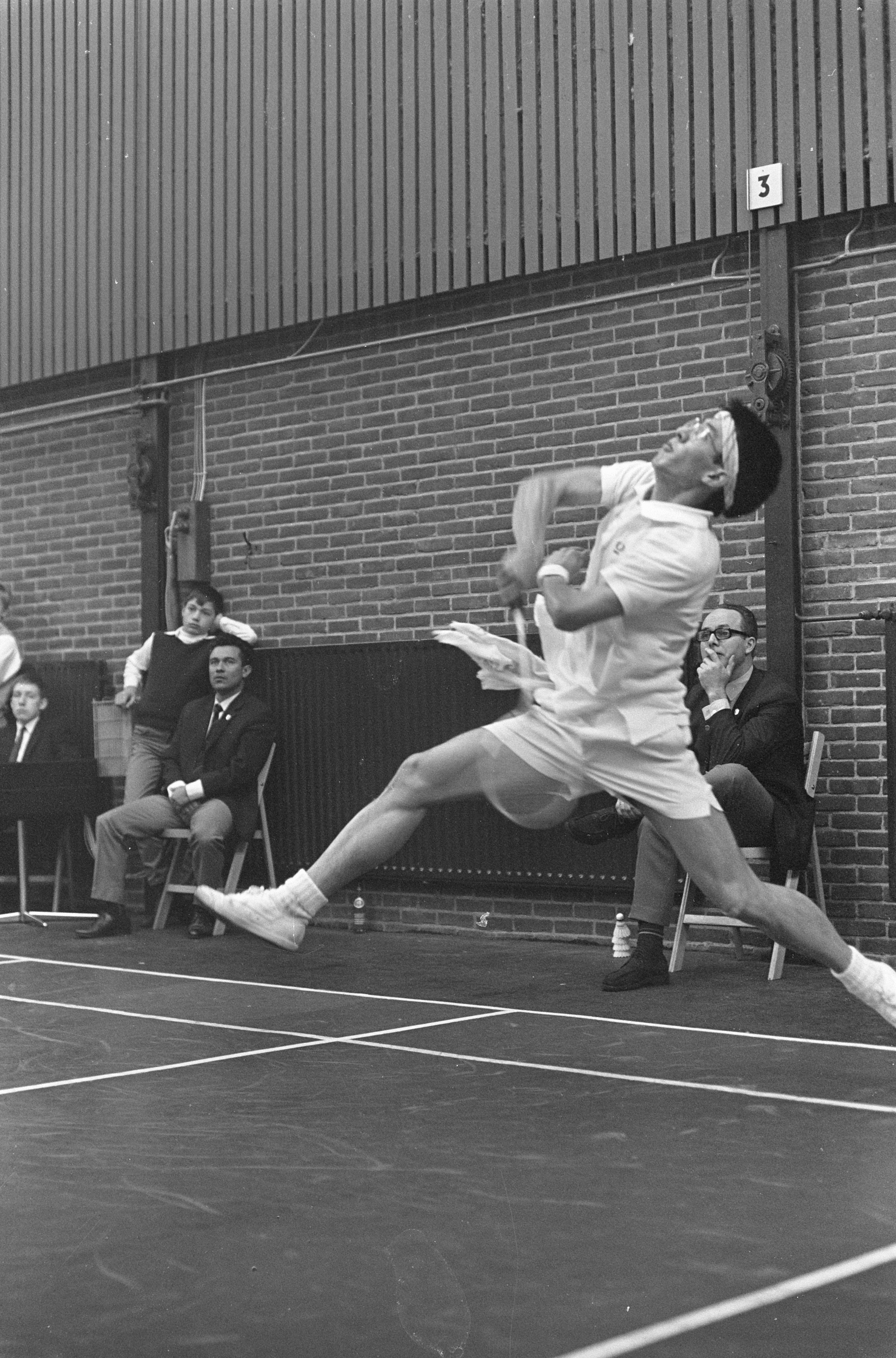
Oon Chong Hau bei den Dutch Open 1969

Die Dutch Open 1969 im Badminton fanden vom 8. bis zum 9. Februar 1969 in der Duinwijckhal in Haarlem statt.

## Finalergebnisse
| Disziplin    | Sieger                             | Finalist                         | Ergebnis          |
| ------------ | ---------------------------------- | -------------------------------- | ----------------- |
| Herreneinzel | Oon Chong Hau                      | Erland Kops                      | 15-12, 15-4       |
| Dameneinzel  | Gillian Perrin                     | Marieluise Wackerow              | 11-4, 5-11, 11-0  |
| Herrendoppel | Erland Kops Bjarne Andersen        | Oon Chong Hau Ho Khim Kooi       | 15-12, 5-15, 15-5 |
| Damendoppel  | Marieluise Wackerow Gudrun Ziebold | Karin Dittberner Karin Schäfer   | 15-12, 15-3       |
| Mixed        | Derek Talbot Gillian Perrin        | Wolfgang Bochow Karin Dittberner | 15-7, 1-15, 15-5  |